# New Odanah
New Odanah – jednostka osadnicza w Stanach Zjednoczonych, w stanie Wisconsin, w hrabstwie Ashland.